# Anna Mikhaïlovna Pankratova
Anna Mikhaïlovna Pankratova, née le 28 février 1897 à Odessa (Empire russe) et morte le 25 mai 1957 à Moscou (URSS), est une historienne soviétique.

## Biographie
Elle est née en 1897 à Odessa, ville portuaire d'Ukraine sur la mer Noire, dans un milieu ouvrier. En 1917, elle est diplômée de la faculté d'histoire de l'université d'Odessa. Mais la guerre civile russe éclate, à la suite de la révolution d'Octobre de 1917. Elle participe au mouvement révolutionnaire des partisans dans la province d'Odessa. Elle adhère au parti communiste russe en 1919. En 1927, elle est diplômée de l'Institut des professeurs rouges. Elle est élue à quatre reprises députée au Soviet Suprême, et devient également membre du Præsidium du Soviet suprême, en plus d'une carrière de chercheuse et d'enseignante à l'université de Saratov, puis à celle de Moscou. Elle participe à la renaissance de la faculté d'histoire de Moscou, en 1934, et à la rédaction du premier manuel soviétique d'histoire pour l'enseignement secondaire au sein de l'Union des républiques socialistes soviétiques (URSS),.
Mais dans la seconde partie des années 1930, elle et son mari commencent à souffrir de la répression politique stalinienne de toutes les oppositions possibles. Ils sont éloignés de Moscou et doivent revenir à Saratov, à 726 km au sud-est de la capitale, sur la rive de la Volga. Son mari, l'historien Grigori Jakovlevitch Jakovin (membre de l'« opposition de gauche »), est victime des purges staliniennes et fusillé en 1938.
En 1939, elle devient membre correspondant, et en 1953 membre à part entière de l'Académie des sciences de l'URSS. Pendant la Seconde Guerre mondiale, elle est évacuée à Alma-Ata, dans le Kazakhstan. En 1947, elle est nommée professeur d'histoire moderne à l'Académie des sciences sociales du Comité central du PCUS à Moscou. Mais au début des années 1950, elle est critiquée pour les publications des années 1940, qu'elle a rédigées ou dirigées, sur l'histoire de la république populaire de Kazakhstan.
Toutefois, en mars 1953, Joseph Staline meurt. En septembre 1953, après une période de lutte de pouvoir, Nikita Khrouchtchev devient le Premier secrétaire du Comité central du Parti communiste de l'Union soviétique, et desserre partiellement l'étau répressif sur les arts et les travaux intellectuels. Des évolutions se dessinent. Cette même année 1953, elle devient rédactrice en chef de la revue Voprossi Istorii, jusqu'en 1957, et contribue aux changements sur la recherche historique,.
Elle meurt en 1957 à Moscou,, et est enterrée dans le cimetière de Novodevitchi. Le sociologue Youri Vartanovitch Aroutyounyan (né en 1929) est son fils.

## Décoration
- Ordre de Lénine